# Казел-Голциг
Казел-Голциг (њем. Kasel-Golzig) општина је у њемачкој савезној држави Бранденбург. Једно је од 37 општинских средишта округа Даме-Шпревалд. Према процјени из 2010. у општини је живјело 764 становника. Посједује регионалну шифру (AGS) 12061244.

## Географски и демографски подаци
Казел-Голциг се налази у савезној држави Бранденбург у округу Даме-Шпревалд. Општина се налази на надморској висини од 56 метара. Површина општине износи 34,2 km². У самом мјесту је, према процјени из 2010. године, живјело 764 становника. Просјечна густина становништва износи 22 становника/km².